# Cal Langford
Cleve „Cal“ Langford (* 18. März 1959 in Winnipeg, Manitoba) ist ein ehemaliger kanadischer Bobfahrer, der an den Olympischen Winterspielen 1988 in Calgary und den Olympischen Winterspielen 1992 in Albertville teilnahm.

## Karriere

### Olympische Winterspiele
Bei den Olympischen Winterspielen 1988 in Calgary gehörte Langford zum kanadischen Aufgebot im Viererbob. Den olympischen Wettkampf absolvierte er zusammen mit Greg Haydenluck, Kevin Tyler und Lloyd Guss am 27. und 28. Februar 1988 auf der Bob- und Rennschlittenbahn im Canada Olympic Park in Calgary und belegte im Bob Canada 2 den 13. Platz von 26 teilnehmenden Viererbobs mit einer Gesamtzeit von 3:49,99 min aus vier Wertungsläufen.
Cal Langford gehörte in Albertville bei den Olympischen Winterspielen 1992 zum kanadischen Aufgebot im Viererbob. Zusammen mit seinen Mannschaftskameraden Chris Lori, Ken Leblanc und Dave MacEachern nahm er am 21. und 22. Februar 1992 auf der Piste de La Plagne im Bob Canada 1 am olympischen Wettkampf teil. Er erreichte den 4. Platz von 30 gestarteten Viererbobs mit einer Gesamtzeit von 3:54,24 min aus vier Wertungsläufen.